# Gudmundsåsagölen
Gudmundsåsagölen är en sjö i Vetlanda kommun i Småland och ingår i Mörrumsåns huvudavrinningsområde. Sjön är 11,2 meter djup, har en yta på 0,053 kvadratkilometer och är belägen 250 meter över havet.